# Кэмпбелл, Алистер
Алистер Кэмпбелл (англ. Alistair  Campbell, 25 июня 1925, Раротонга — 16 августа 2009, Веллингтон) — новозеландский поэт и прозаик.

## Биография
Мать — из народа маори. После её смерти от туберкулёза и смерти отца на следующий год восьмилетний Алистер с двумя братьями был отдан в детский дом в Данидине. Учился в Университете Отаго и Университете Виктории. Подружился с поэтом Джеймсом Бакстером, вошел в Веллингтонскую группу поэтов. В 1952 году женился на поэтессе Флёр Эдкок (у пары было двое детей, в 1958 году супруги развелись). Вторая жена — поэт Мэг Андерсон (Кэмпбелл), у семьи было трое детей. В 1976—1979 годах Кэмпбелл возглавлял ПЕН-Центр Новой Зеландии.

## Произведения

### Стихи
- 1950: Я ослеплен светом/ Mine Eyes Dazzle: Poems 1947-49, Christchurch: Pegasus Press
- 1951: Mine Eyes Dazzle: Pegasus New Zealand Poets 1, Christchurch: Pegasus Press
- 1956: Mine Eyes Dazzle, Christchurch: Pegasus Press (новое расширенное издание)
- 1963: Святилище духов/ Sanctuary of Spirits, Wellington: Wai-te-ata Press
- 1964: Дикий мёд/ Wild Honey, London: Oxford University Press
- 1967: Голубой дождь/ Blue Rain: Poems, Wellington: Wai-te-ata Press
- 1972: Kapiti: Selected Poems 1947-71, Christchurch: Pegasus Press
- 1975: Сны, жёлтые львы/ Dreams, Yellow Lions, Martinborough: Alister Taylor
- 1980: The Dark Lord of Savaiki: Poems, Pukerua Bay: Te Kotare Press
- 1981: Collected Poems 1947—1981, Martinborough: Alister Taylor
- 1985: Soul Traps, Pukerua Bay: Te Kotare Press
- 1992: Камнепад/ Stone Rain: The Polynesian Strain, Christchurch: Hazard Press
- 1995: Death and the Tagua, Wellington: Wai-te-ata Press
- 1996: Pocket Collected Poems, Christchurch: Hazard Press
- 1999: Галлиполи и другие стихотворения/ Gallipoli & Other Poems, Wellington: Wai-te-ata Press
- 2001: Maori Battalion: A Poetic Sequence, Wellington: Wai-te-ata Press
- 2002: Poets in Our Youth: Four Letters in Verse, Wellington: Pemmican Press
- 2005: The Dark Lord of Savaiki: Collected Poems, Christchurch: Hazard Press
- 2007: Just Poetry, Wellington: HeadworX
- 2008: Это ведь любовь, правда?/ It’s Love, Isn’t It? (в соавторстве с Мэг Кэмпбелл), Wellington: HeadworX

### Романы
- 1961: The Happy Summer, роман для детей
- 1989: The Frigate Bird, региональный финалист Литературной премии Британского содружества
- 1991: Sidewinder, Auckland: Reed Books
- 1993: Tia, Auckland: Reed Books

### Пьесы для радио
- 1965: The Proprietor
- 1964: The Homecoming
- 1966: The Suicide
- 1970: When the Bough Breaks

### Мемуары
- 1984: Island to Island

## Признание
Новозеландская книжная премия (1982). Художественная премия островов Тихого океана (1998). Почетный доктор Университета Виктории (1999). Премия премьер-министра за достижения в литературе (2005). Офицер Новозеландского ордена заслуг (2005).